# Yesería mudéjar

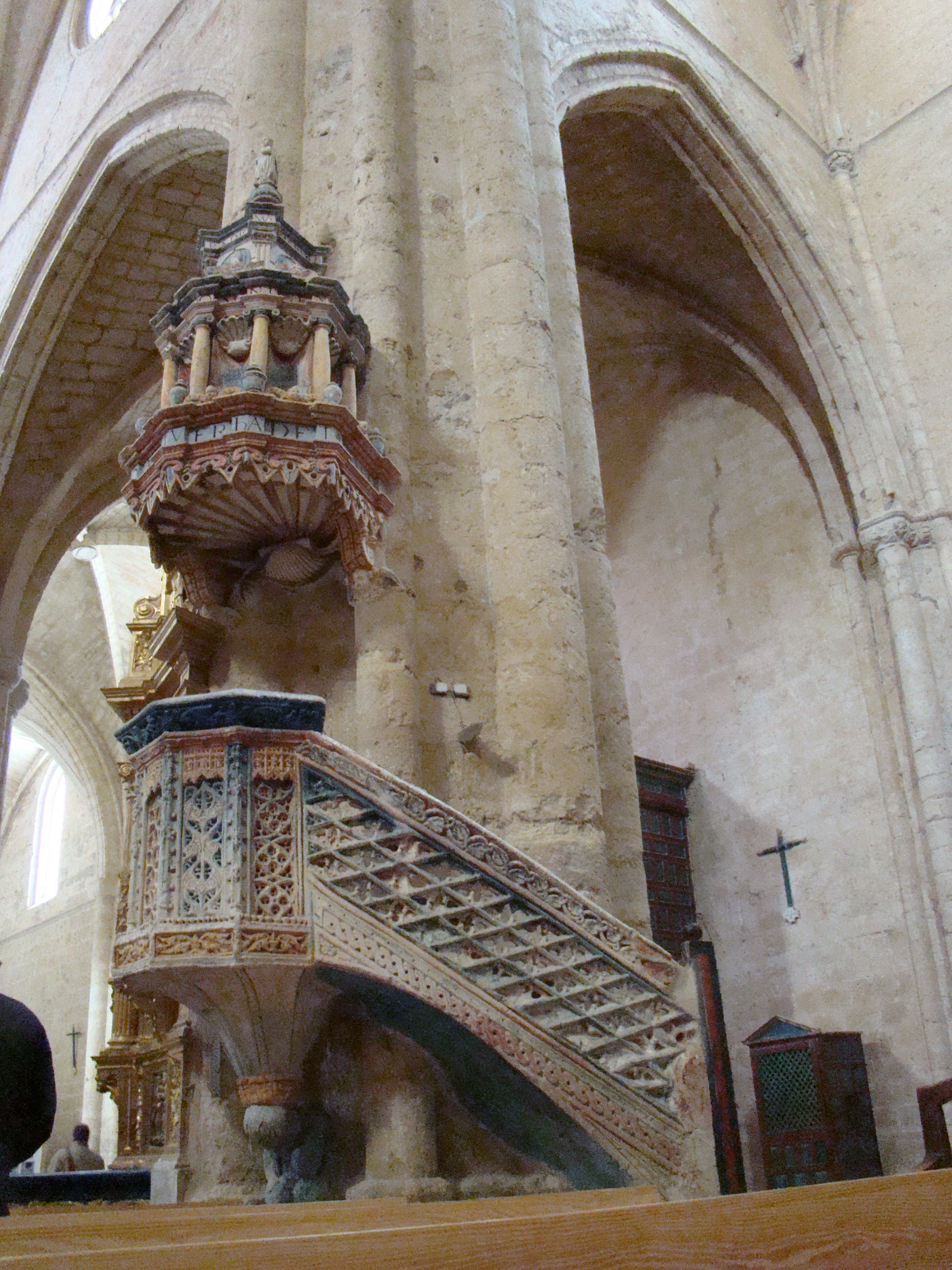
Iglesia de San Hipólito el Real (Támara de Campos). Púlpito de finales del y tornavoz de principios del XVI. Mientras el púlpito se cataloga como gótico-mudéjar, el tornavoz entra de lleno en el renacimiento.

La yesería mudéjar es un trabajo ornamental debido a los alarifes de origen musulmán en sucesivos periodos del arte mudéjar. Siguiendo la tradición de trabajar el yeso como material de decoración, dejaron singulares ejemplos en toda la península ibérica, como en la Mezquita de Córdoba o el Real Alcázar de Sevilla.

## Historia
Se supone que el yeso fue introducido en la península ibérica por los musulmanes, procedente de Oriente, probablemente de Irán. Su utilización fue abundante durante la dominación islámica, continuando durante el periodo de los reinos de taifas. Desde aquí se difundió a los territorios cristianos. 

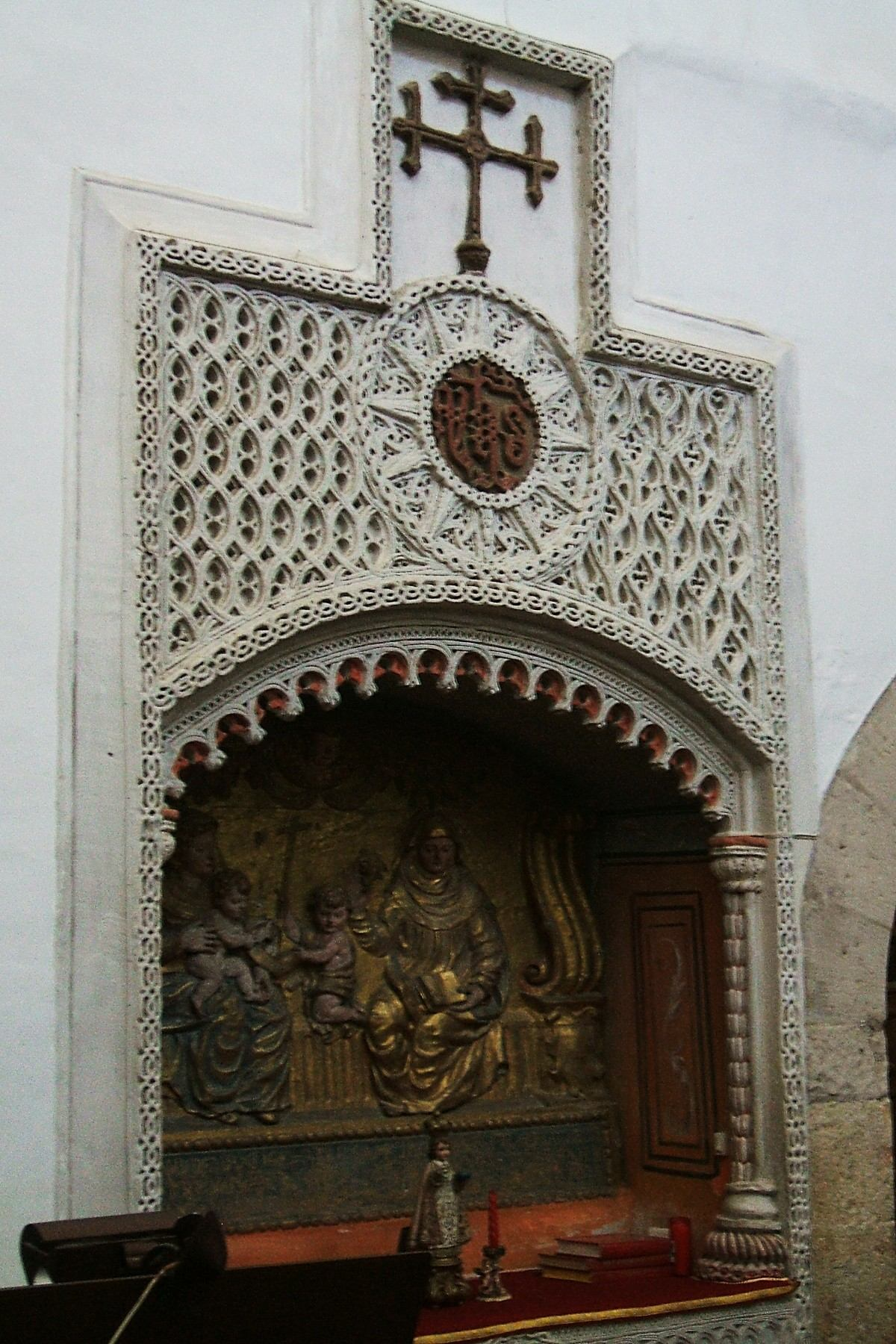
Lucillo sepulcral con decoración mudéjar realizado por el yesero mudéjar Braymi. Monasterio de la Consolación (Calabazanos), Palencia.

Estos trabajos de yeserías se encuentran en iglesias cristianas, en sinagogas, en palacios y en casas de gente principal. Un ejemplo importante de obra civil se da en el del Alcázar de Segovia, cuyo trabajo está documentado en cuanto a autores y fechas de realización. Su estudio ha proporcionado datos importantes en este sentido. La Sala del Trono o del Solio está firmada y datada por Xadel Alcalde.
Algunos de los palacios mudéjares se convirtieron en conventos y este hecho dio lugar a su conservación a través de los siglos; además, al hacer ciertas obras necesarias para su transformación hubo que llamar a los mismos artífices, constando así sus nombres en los archivos de los conventos. En Castilla y León se tiene un claro ejemplo en los documentos de las obras del monasterio de Astudillo (provincia de Palencia) donde se nombra al yesero Braymi, que poco después vuelve a aparecer en las obras del Real Monasterio de Nuestra señora de la Consolación en Calabazanos, donde realiza unos arcos y un lucillo sepulcral. Se conocen además otros nombres de yeseros por vía documental o por la propia firma estampada al terminar su obra.
El arte de la yesería se alarga hasta el siglo XVI en pleno Renacimiento. En Castilla y León triunfa en este siglo la obra de los artistas Corral de Villalpando, maestros yeseros muy cotizados, que trabajaron en las actuales provincias de Valladolid y Palencia, principalmente. Los motivos iconográficos realizados por estos artistas tienen gran influencia en las obras de carpintería de la época destinadas a techumbres y coros.
Posteriormente, las yeserías evolucionan hacia formas exuberantes, en la línea del Barroco de los siglos XVII y XVIII. En estos siglos, se utiliza esta técnica por su bajo coste y decorativismo en el interior de los edificios, recubriendo muros, techumbres o cúpulas.

## Técnicas
Para la ejecución de este trabajo se emplearon distintas técnicas. El molde se usó especialmente para los frisos repetidos o para las inscripciones en los sepulcros o las obras realizadas en los púlpitos. Primero se dibujaba el tema haciendo una incisión y elaborando la talla. Se hacía un vaciado y se trabajaban distintos niveles hasta conseguir los temas vegetales o de caligrafía o de flores que finalmente podían pintarse o dorarse. El acabado se hacía a veces con aceites para hacer la obra impermeable.
El uso del yeso no se limitó a la decoración. En algunas ocasiones se empleó para los suelos en sustitución de enlosados y madera. La técnica consistía en mezclar el yeso con polvo de mármol y cocerlo a temperatura muy alta lo que daba como resultado una gran dureza. A veces se teñía con almagre (óxido de hierro rojo). Así se consiguieron los pavimentos del palacio de Astudillo y los de algunos coros de iglesias o de conventos.

## Decoración
La decoración en la obra mudéjar de yesería se consideró siempre como un trabajo importante. Los artistas yeseros, siguiendo las enseñanzas de sus antepasados llevaron al mundo mudéjar una amplia y rica ornamentación. Las grandes superficies, —muros y fachadas— se recubrían en toda su extensión con planteamiento de horror vacui. Los temas principales fueron el arabesco, una ornamentación con motivos repetitivos vegetales estilizados y entrelazados; el mocárabe, que llegó a ser una de las decoraciones más ricas del mundo islámico que presenta unos alvéolos o nidos de abeja modelados en yeso, adornando la arquitectura en frisos, trompas, pechinas, etc.; la caligrafía, tan apreciada por los musulmanes; la sebka, una retícula de rombos y trazos lobulados y mixtilíneos.

Decoración
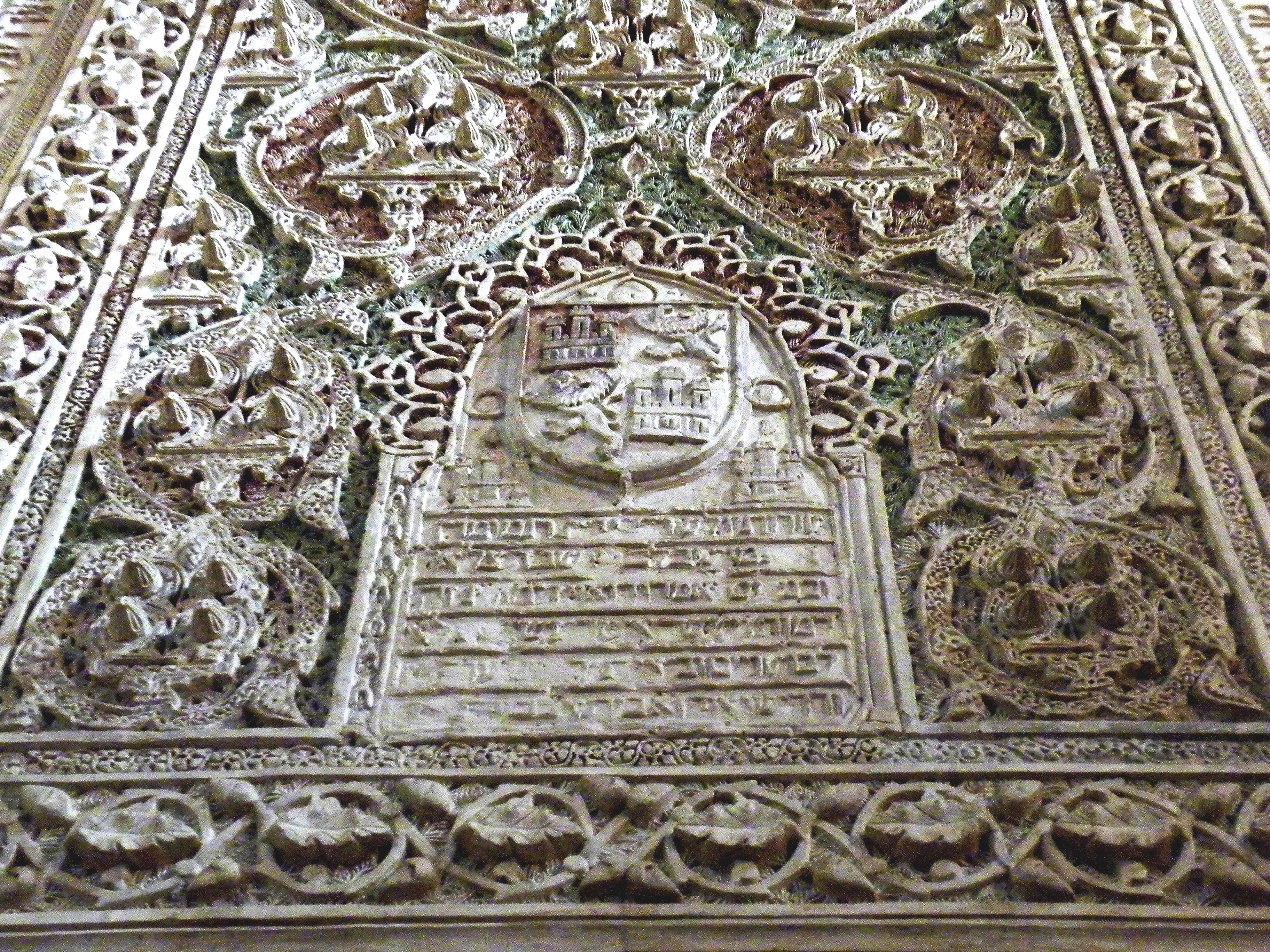
«Horror vacui». Detalle de la pared este de la Sinagoga del Tránsito en Toledo
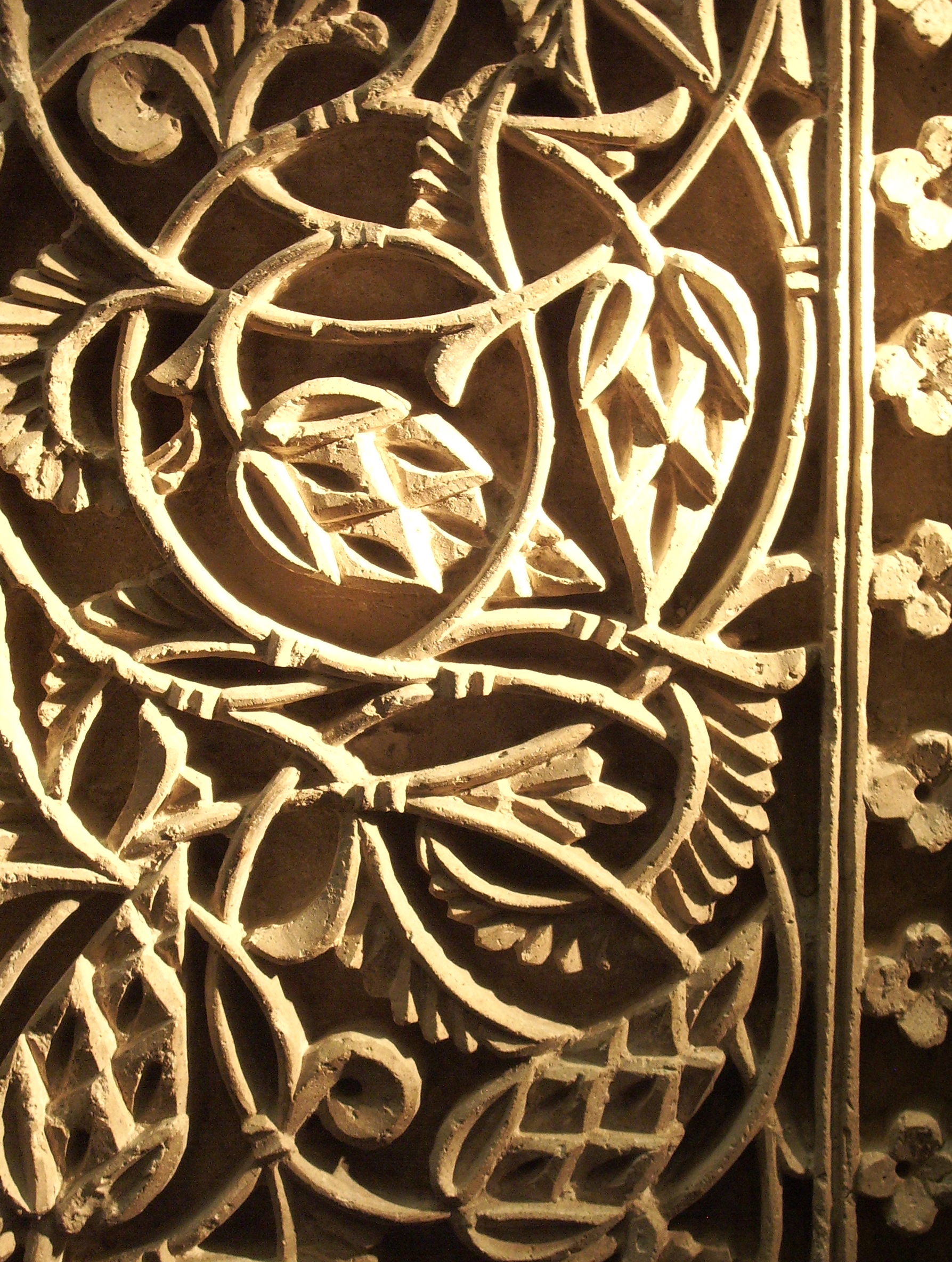
Arabesco. Detalle de un panel de la Aljafería de Zaragoza
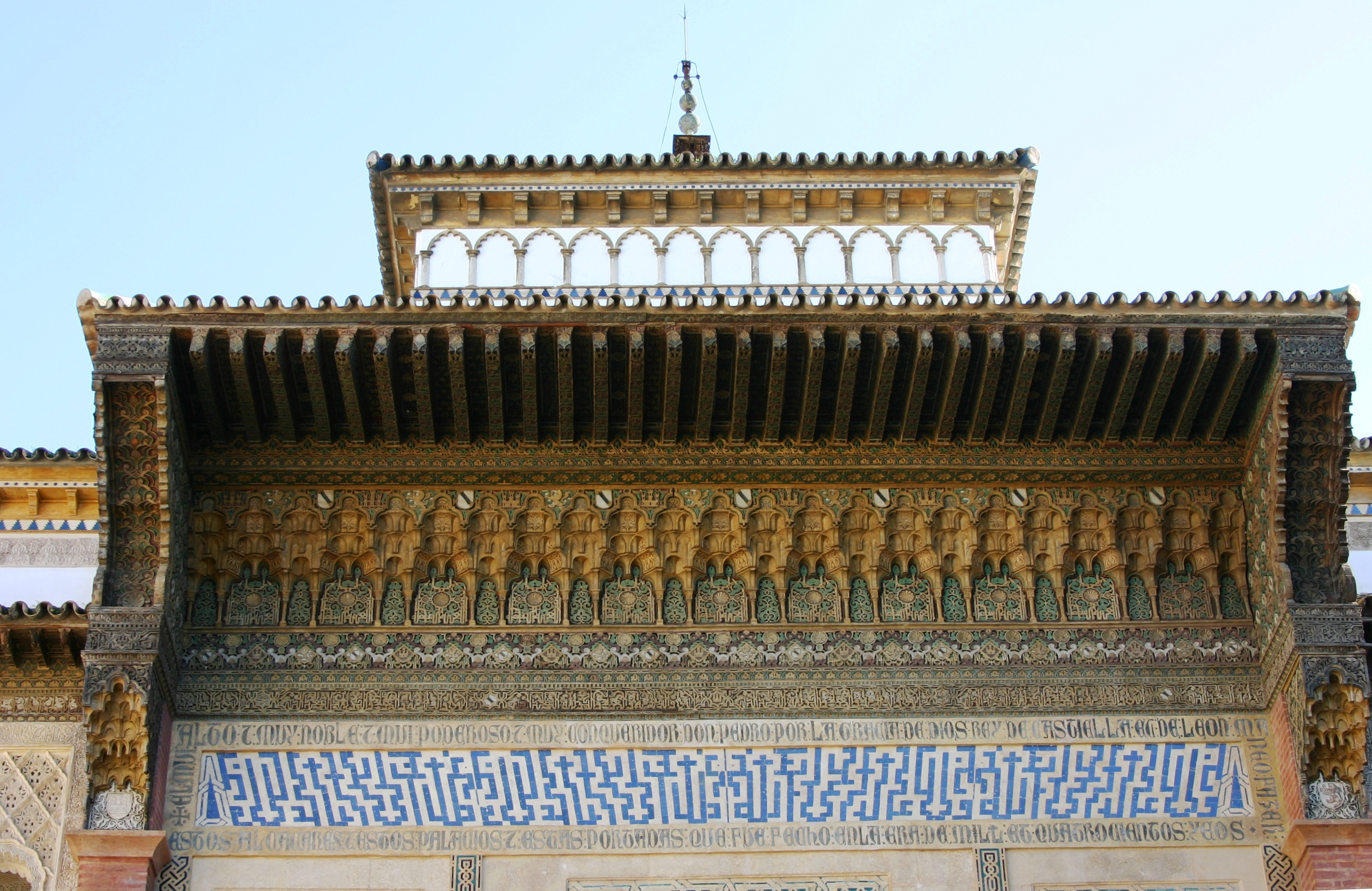
Mocárabes en el Palacio de Pedro I, Alcázar de Sevilla
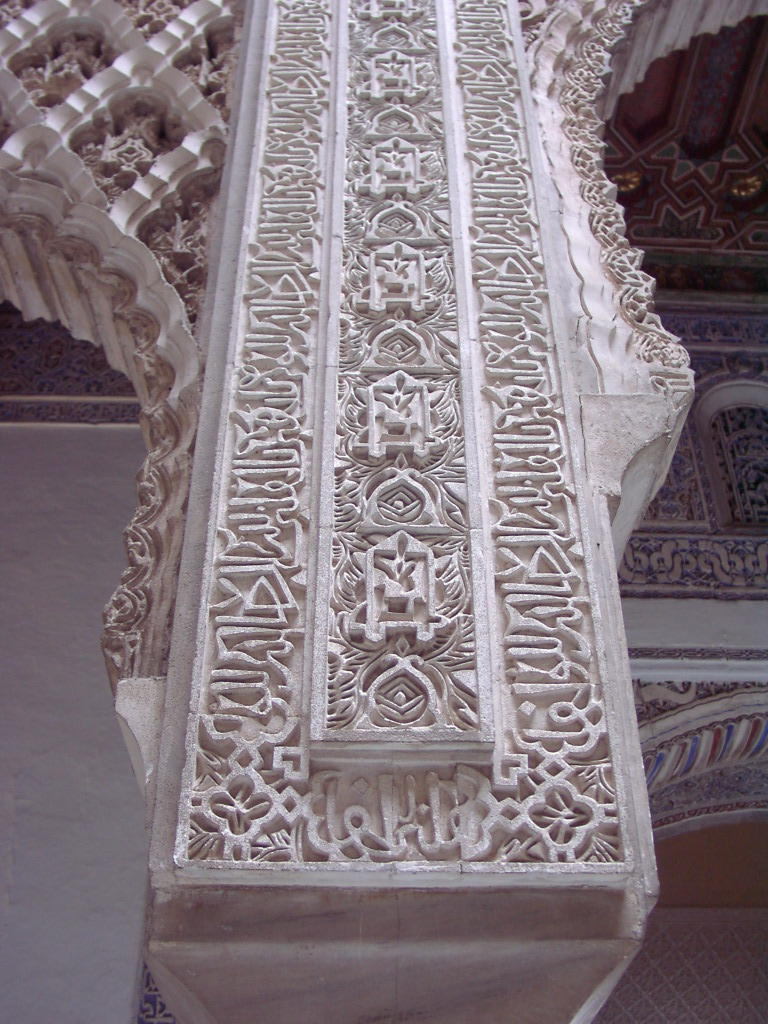
Caligrafía. Palacio de Pedro I, Alcázar de Sevilla
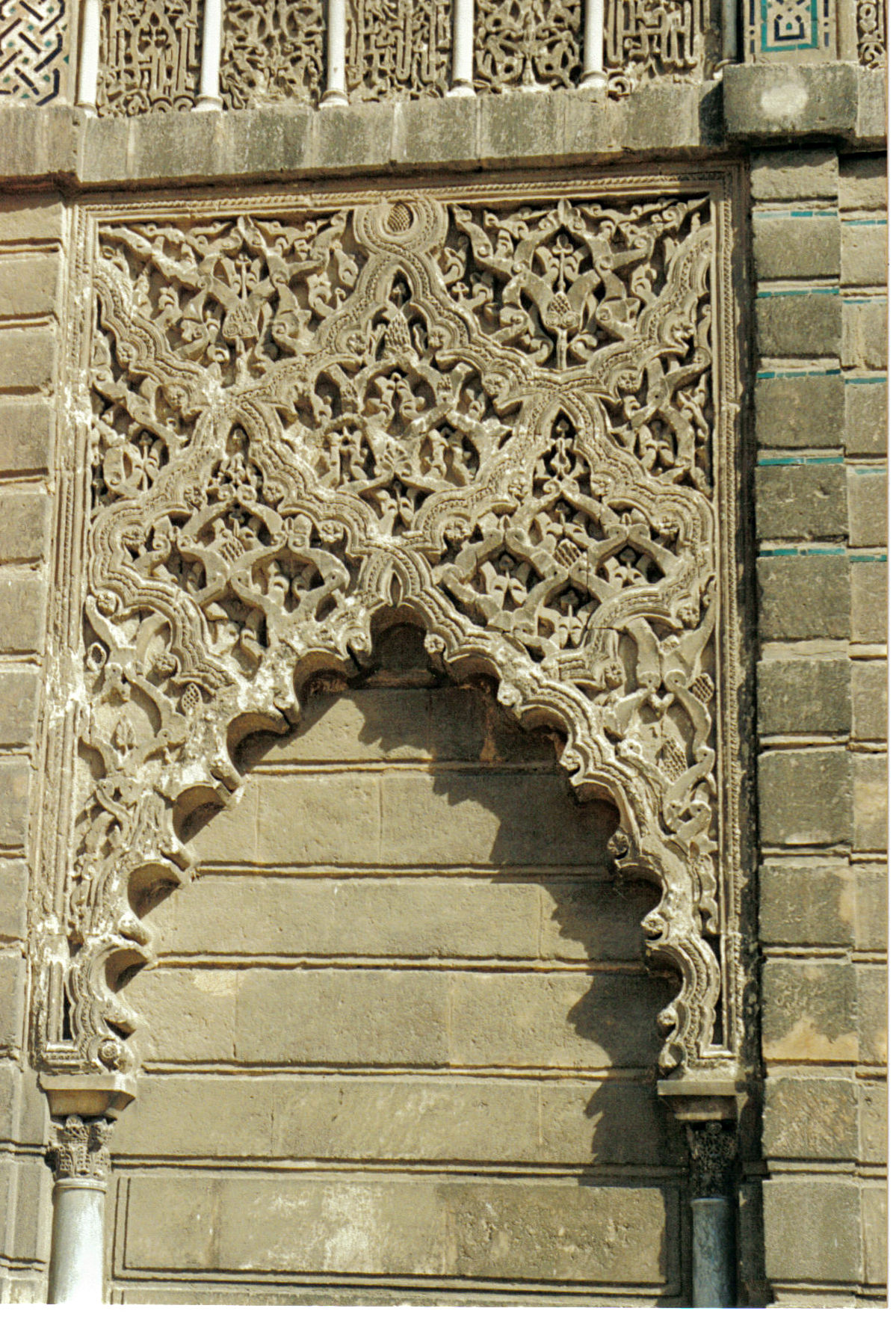
Sebka. Decoración en el Alcázar de Sevilla.

## Los espacios decorados
Los espacios que se decoraron sobre la arquitectura fueron numerosos pero además muchos de los elementos arquitectónicos se hicieron directamente en obra de yeso como columnas, capiteles, arcos, púlpitos, escaleras, sepulcros,  etc. Algunos edificios enteros tuvieron decoración de yesería mudéjar; se pueden contar los palacios, las casas que eran residencias lujosas, capillas funerarias, sinagogas. Los espacios predilectos eran los encuadres de las puertas y parte superior de los muros, los capiteles, celosías, frisos.

Espacios decorados
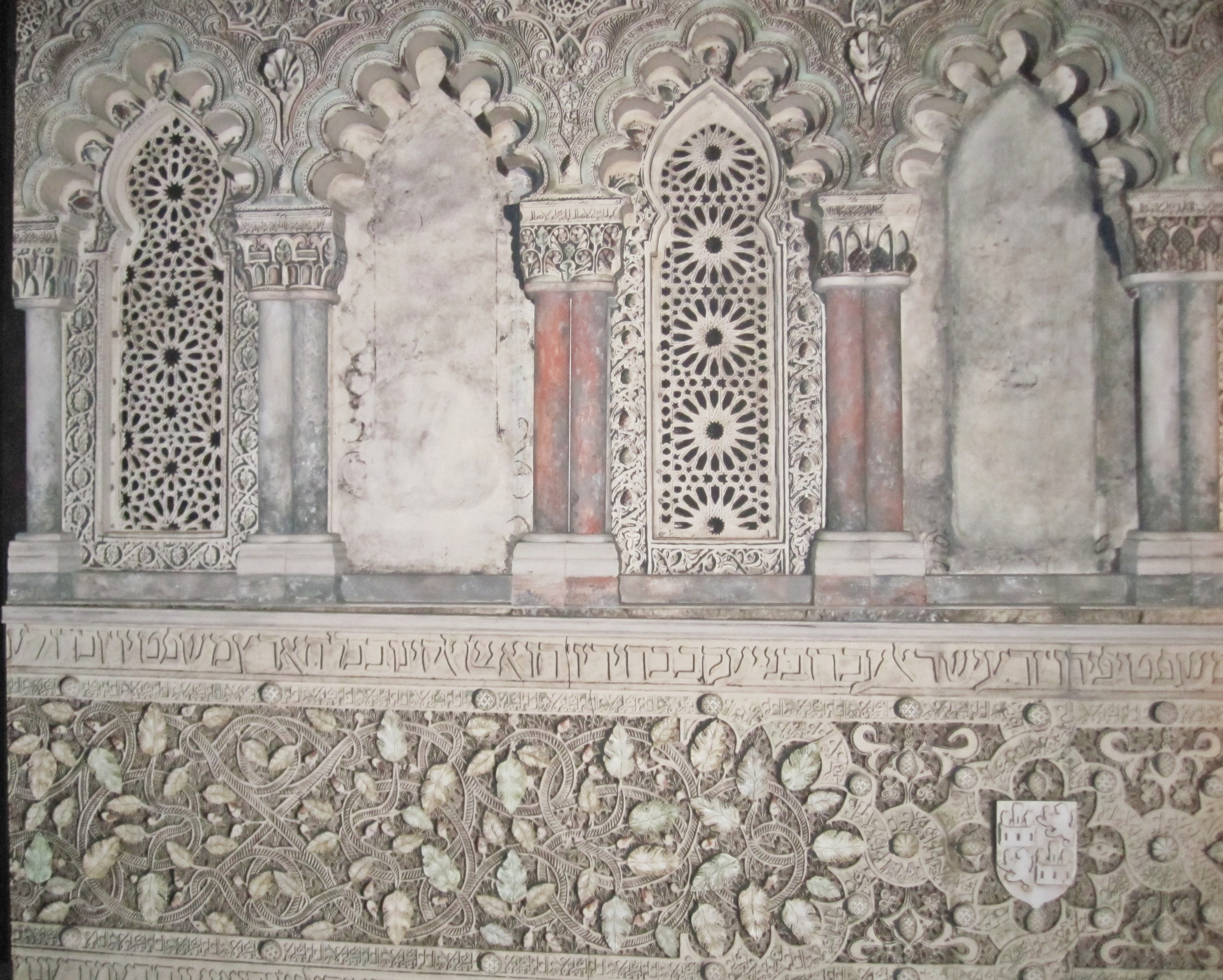
Frisos y celosías. Sinagoga del Tránsito en Toledo
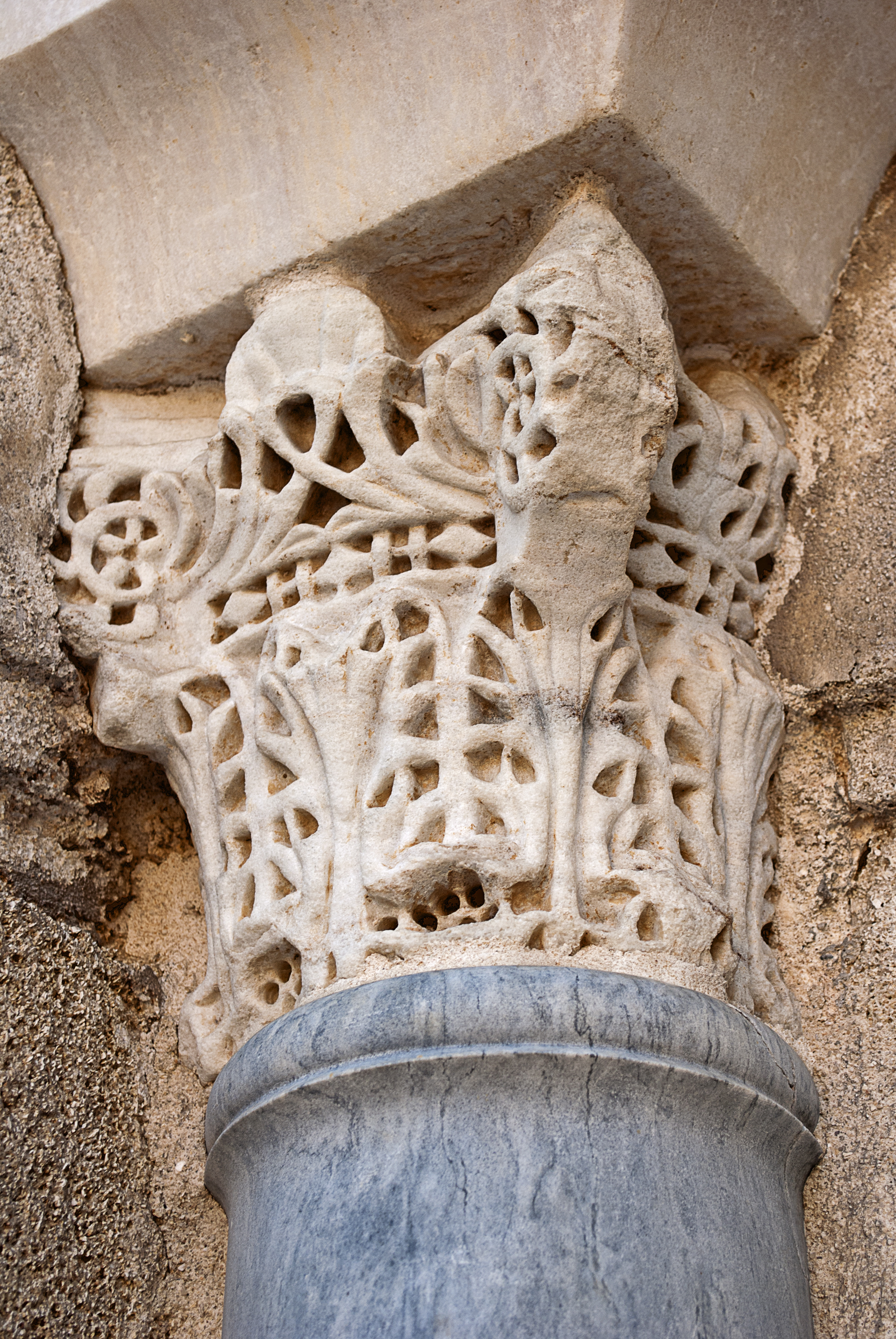
Capitel en el Alcázar de Segovia
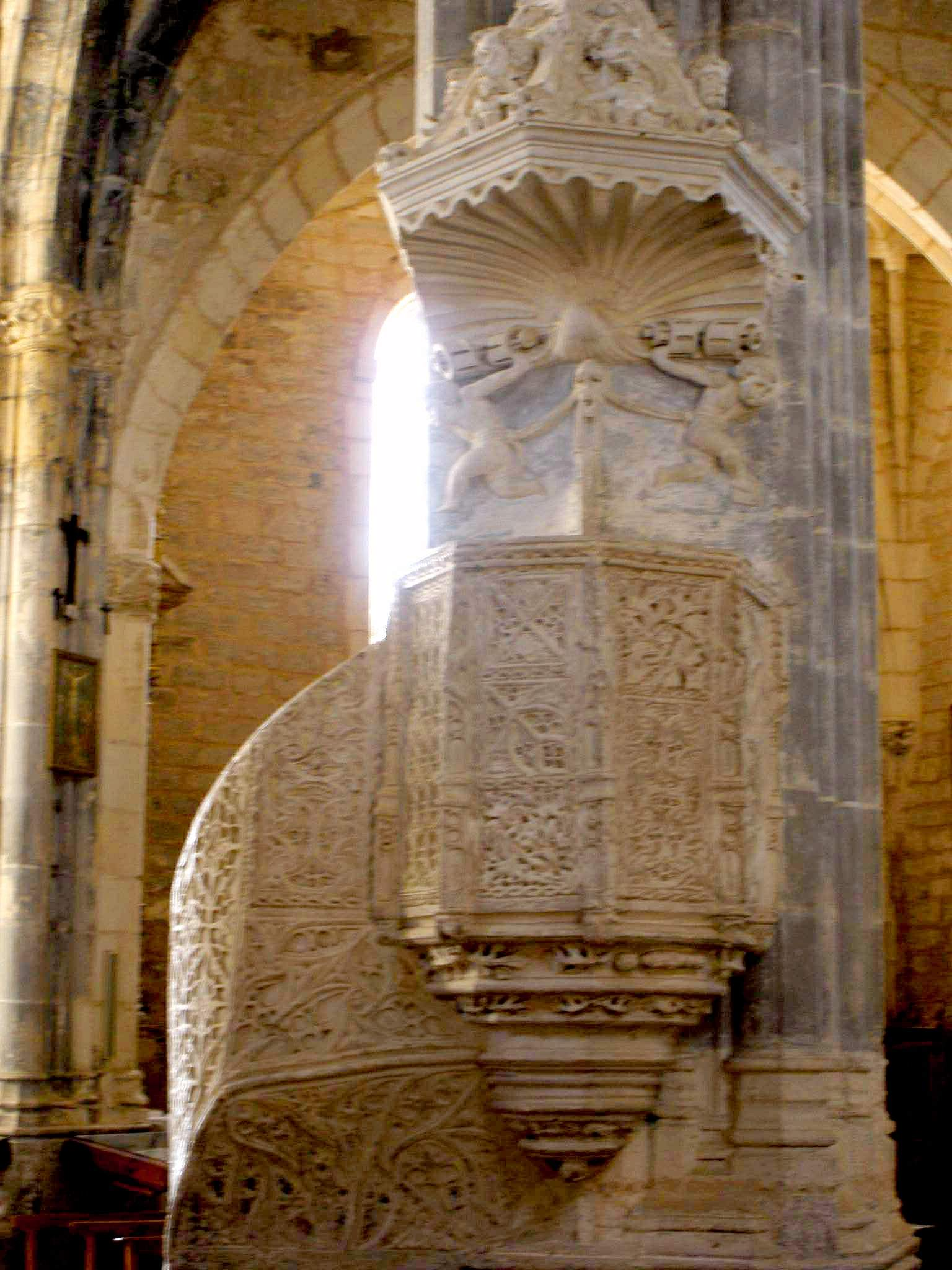
Púlpito en Santa María del Campo, iglesia de la Asunción
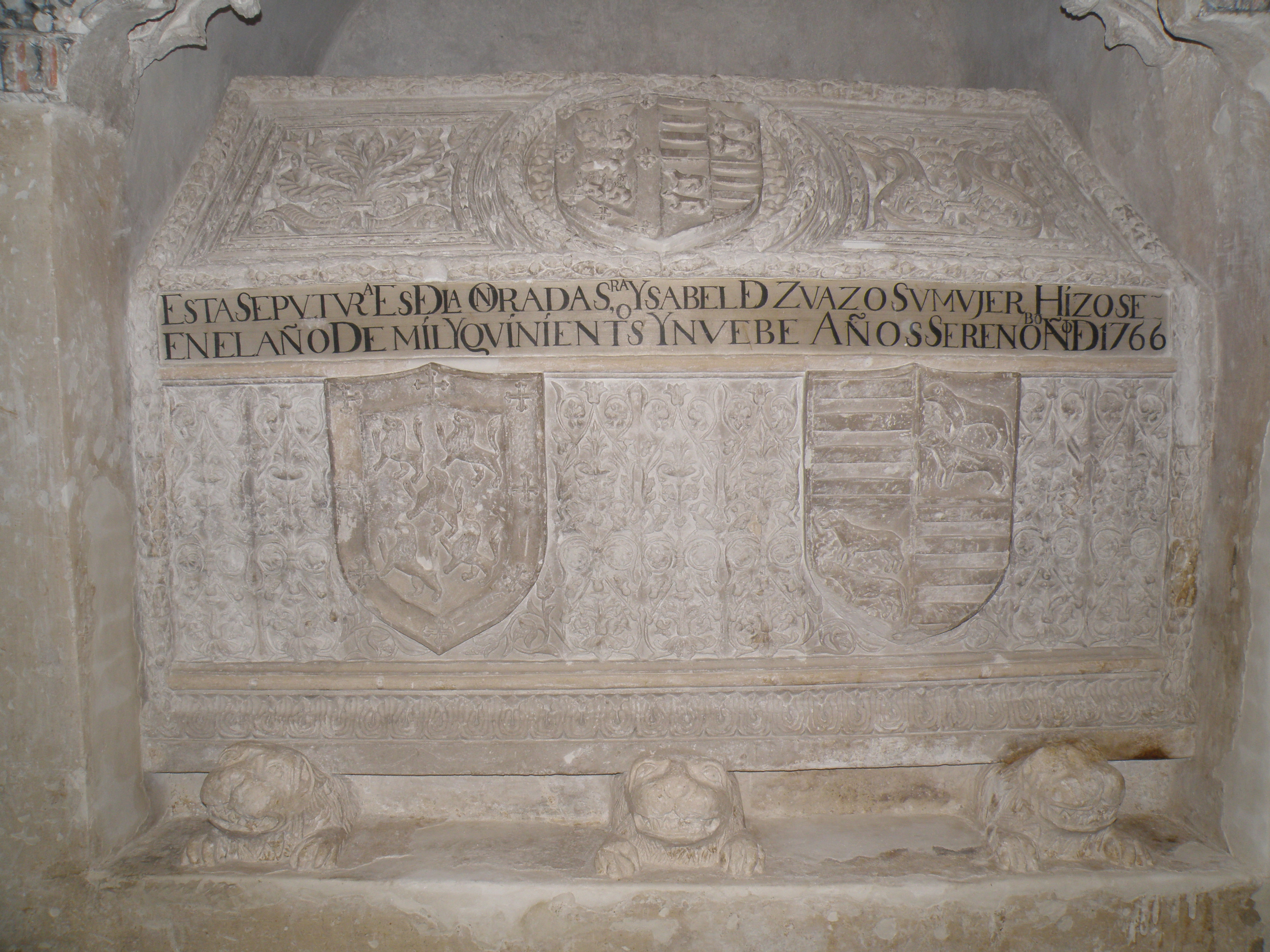
Sarcófago de Isabel de Zuazo en la iglesia de San Esteban de Cuéllar

## Algunos ejemplos de edificios que se conservan
En Castilla y León se conservan algunos palacios o parte de ellos, que al ser transformados posteriormente en conventos no sufrieron casi modificaciones. Tal es el caso del palacio del rey Pedro I donde vive todavía una comunidad de monjas Clarisas. Las yeserías que se conservan son del siglo XIV. En León, en la calle de la Rúa existió un palacio cuyos restos de yeserías se guardan en el Museo Arqueológico Nacional y en el Museo de León. En Segovia su Alcázar guarda estancias enteras cuyas paredes están decoradas con yeserías, algunas puertas y bastantes frisos. También en Segovia tuvo su palacio mudéjar el rey Enrique III, fundado en 1455, convertido en convento de Clarisas.
En Toledo hay interesantes muestras de yeserías no sólo en sus dos conocidas sinagogas, la del Tránsito y la de Santa María la Blanca sino en lo que fueron lujosos palacios como el de la Casa de Mesa que es la sede de la Real Academia de Bellas Artes y Ciencias Históricas de Toledo, el Taller del Moro, palacio del siglo XIV, convertido en museo de arte y artesanía.
El palacio del Infantado de Guadalajara conserva el Salón de Linajes del siglo XV con bóvedas revestidas de mocárabes solo comparables con las de La Alhambra.
En Andalucía aparte del Alcázar hay casas que fueron residencias espléndidas como la casa de Pilatos o la casa de las Dueñas llamada Palacio de las Dueñas.

Edificios
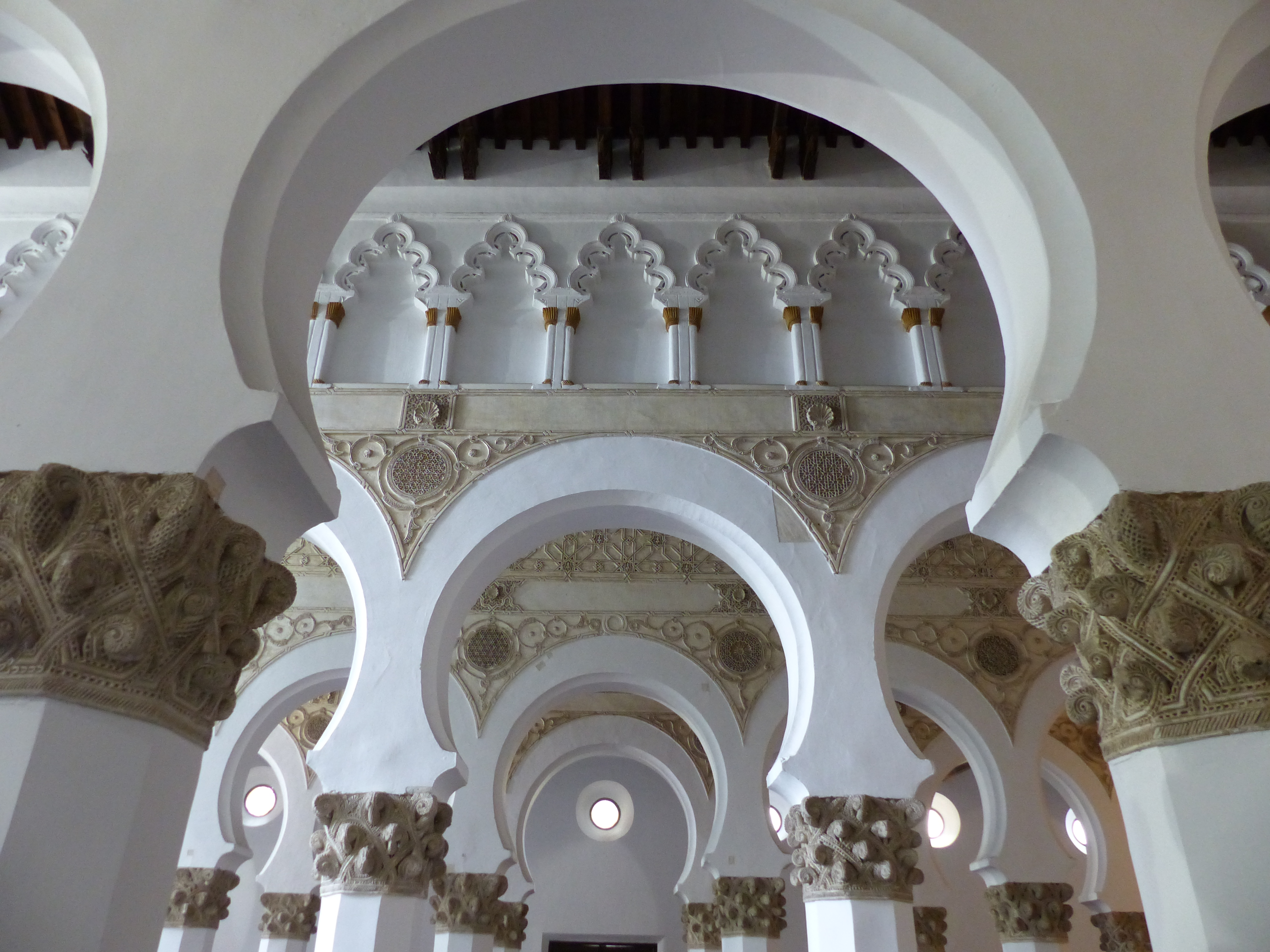
Interior de Santa María la Blanca en Toledo
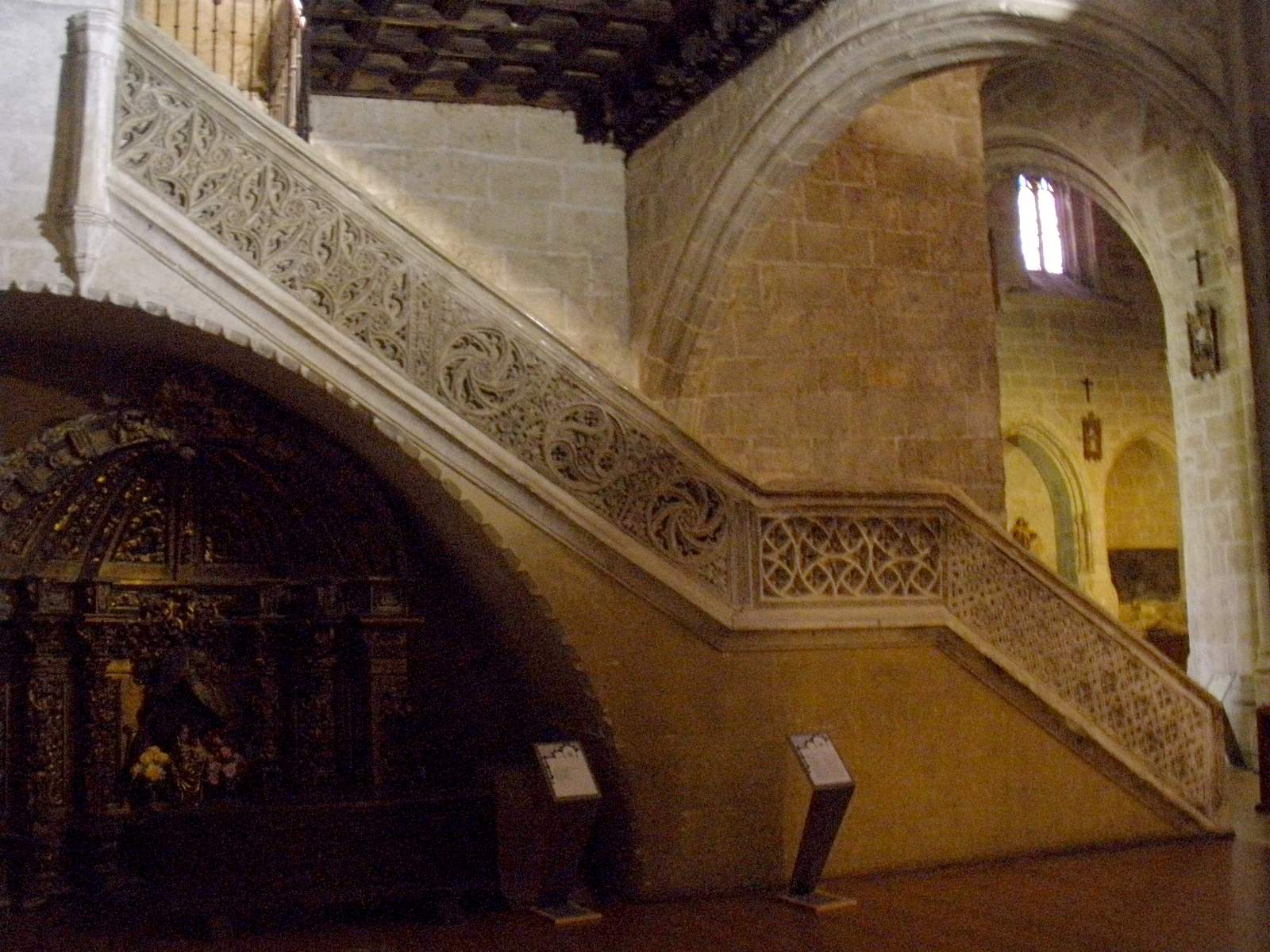
Escalera en Santa María la Real en Aranda de Duero
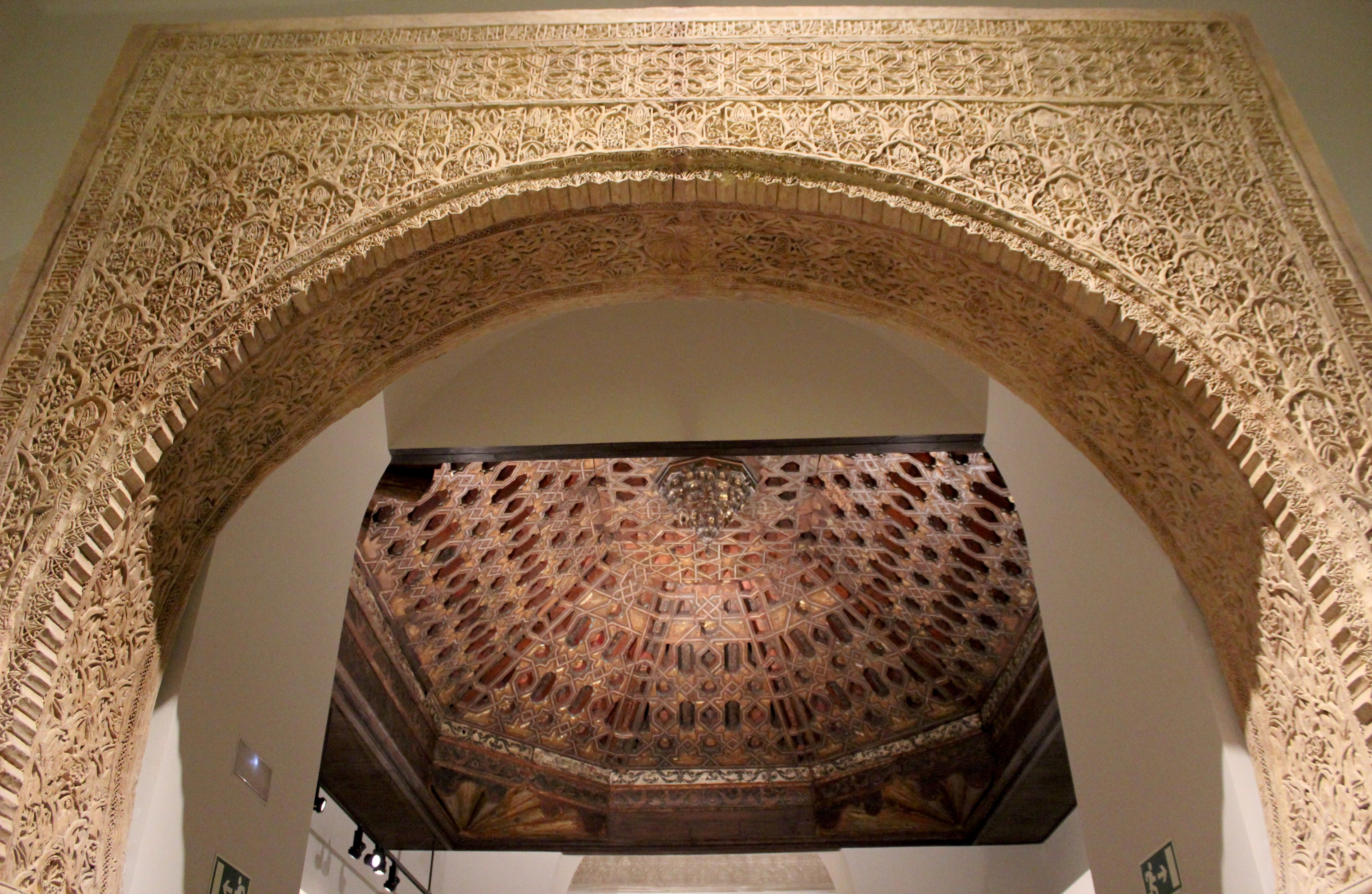
Restos de un palacio de León desaparecido cuyas yeserías pueden verse en el Museo Arqueológico Nacional
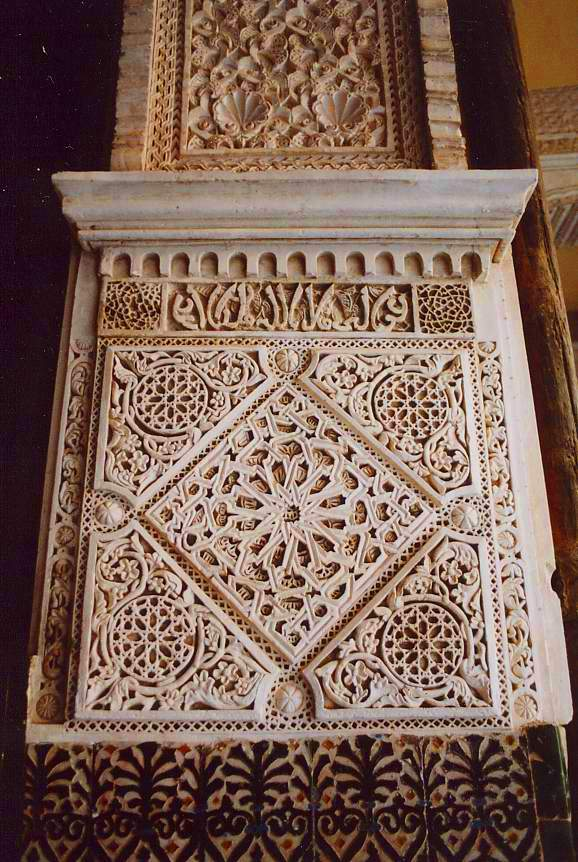
Detalle en la Casa de Pilatos de Sevilla